# 若林 (世田谷区)
若林（わかばやし）は、東京都世田谷区の町名。現行行政地名は若林一丁目から若林五丁目。住居表示実施済区域。

## 地理
世田谷区中央部に位置する。北で代田、北東で代沢、東で世田谷区太子堂、南で三軒茶屋、南西で上馬、西で世田谷区世田谷、北西で梅丘と隣接する。いわゆる「環七」である東京都道318号環状七号線が、南北を横切る。環七と東急世田谷線が交差する付近に同線若林駅、世田谷区役所付近に同じく松陰神社前駅がある。環七を横切る世田谷線の若林踏切は信号踏切（第4種踏切）で、環七の交通が優先されており、公共交通機関であるはずの電車優先ではない、比較的珍しい踏切である。

### 地価
住宅地の地価は、2025年（令和7年）1月1日の公示地価によれば、若林2-5-8の地点で77万1000円/m2、若林3-27-5の地点で73万8000円/m2、若林5-11-8の地点で74万2000円/m2となっている。

## 歴史
「若林」は1401年（応永8年）に調布市深大寺の僧、花光坊長弁によって著された「私案抄」に初めて登場する。1585年（天正13年）には世田谷城主吉良氏朝が家臣の周防上野介に「若林分」を分け与えている。
江戸時代には荏原郡世田谷領若林村となり、正保・元禄の頃より千人同心志村氏の知行となった。1672年（寛文12年）長州藩が小名西三谷1万8300坪の土地を買い取り、抱屋敷とした。現在の若林4丁目一帯は藩主毛利氏の官位「大膳大夫」に因み大夫山、あるいは長州山と俗称された。1863年（文久3年）吉田松陰が小塚原回向院から長州藩屋敷内に改葬され、1882年（明治15年）松陰神社が建立された。
1888年（明治22年）町村制施行により若林一帯は世田谷村の大字となった。1928年（昭和3年）より1931年（昭和6年）まで、237番地（現：若林三丁目15番1号）に北原白秋が居住している。1932年（昭和7年）より世田谷区若林町。戦後、住居表示により1966年（昭和41年）に若林一丁目から若林四丁目、1968年（昭和43年）に若林五丁目が成立し、現在に至る。
太平洋戦争後に日本に進駐したアメリカ軍（進駐軍）の高級将校用慰安所として、終戦直後の1945年11月に世田谷区若林に「RAAクラブ」が設置されたが、翌年8月に廃止されている。

### 地名の由来
若林とは、新田を意味する古い表現、または開発造成され植林された若い木の並んでいるところを指すと考えられているが、正確な由来は不詳である。

### 町名の変遷
| 実施後     | 実施年月日     | 実施前（各町名ともその一部） |
| ---------- | -------------- | ---------------------------- |
| 若林一丁目 | 1966年11月15日 | 若林町の一部                 |
| 若林二丁目 | 1966年11月15日 | 若林町、太子堂町の各一部     |
| 若林三丁目 | 1966年11月15日 | 若林町、世田谷1の各一部      |
| 若林四丁目 | 1966年11月15日 | 若林町、世田谷1の各一部      |
| 若林五丁目 | 1966年11月15日 | 若林町の一部                 |

## 世帯数と人口
2025年（令和7年）1月1日現在（世田谷区発表）の世帯数と人口は以下の通りである。
| 丁目       | 世帯数     | 人口     |
| ---------- | ---------- | -------- |
| 若林一丁目 | 2,940世帯  | 4,633人  |
| 若林二丁目 | 2,147世帯  | 3,786人  |
| 若林三丁目 | 2,280世帯  | 3,551人  |
| 若林四丁目 | 2,534世帯  | 4,281人  |
| 若林五丁目 | 1,951世帯  | 3,444人  |
| 計         | 11,852世帯 | 19,695人 |

### 人口の変遷
国勢調査による人口の推移。
| 年                 | 人口   |
| ------------------ | ------ |
| 1995年（平成7年）  | 17,504 |
| 2000年（平成12年） | 18,026 |
| 2005年（平成17年） | 18,152 |
| 2010年（平成22年） | 18,531 |
| 2015年（平成27年） | 19,161 |
| 2020年（令和2年）  | 20,116 |

### 世帯数の変遷
国勢調査による世帯数の推移。
| 年                 | 世帯数 |
| ------------------ | ------ |
| 1995年（平成7年）  | 8,865  |
| 2000年（平成12年） | 9,835  |
| 2005年（平成17年） | 10,293 |
| 2010年（平成22年） | 10,445 |
| 2015年（平成27年） | 10,892 |
| 2020年（令和2年）  | 11,593 |

## 学区
区立小・中学校に通う場合、学区は以下の通りとなる（2024年8月時点）。
| 丁目       | 番地                                     | 小学校                   | 中学校                 |
| ---------- | ---------------------------------------- | ------------------------ | ---------------------- |
| 若林一丁目 | 11～32番                                 | 世田谷区立若林小学校     | 世田谷区立世田谷中学校 |
| 若林一丁目 | 1～10番                                  | 世田谷区立三軒茶屋小学校 | 世田谷区立太子堂中学校 |
| 若林一丁目 | 33〜41番                                 | 世田谷区立太子堂小学校   | 世田谷区立太子堂中学校 |
| 若林二丁目 | 1～5番 6番1～9号 6番13号～最終号 7番29号 | 世田谷区立太子堂小学校   | 世田谷区立太子堂中学校 |
| 若林二丁目 | 6番10〜12号 7番1〜28・30号 8〜41番       | 世田谷区立若林小学校     | 世田谷区立世田谷中学校 |
| 若林三丁目 | 全域                                     | 世田谷区立若林小学校     | 世田谷区立世田谷中学校 |
| 若林四丁目 | 1～40番                                  | 世田谷区立若林小学校     | 世田谷区立世田谷中学校 |
| 若林四丁目 | 41番                                     | 世田谷区立山崎小学校     | 世田谷区立世田谷中学校 |
| 若林五丁目 | 20～25番                                 | 世田谷区立山崎小学校     | 世田谷区立世田谷中学校 |
| 若林五丁目 | 1〜19番 26〜41番                         | 世田谷区立若林小学校     | 世田谷区立世田谷中学校 |

## 事業所
2021年（令和3年）現在の経済センサス調査による事業所数と従業員数は以下の通りである。
| 丁目       | 事業所数  | 従業員数 |
| ---------- | --------- | -------- |
| 若林一丁目 | 114事業所 | 1,506人  |
| 若林二丁目 | 71事業所  | 425人    |
| 若林三丁目 | 102事業所 | 707人    |
| 若林四丁目 | 136事業所 | 1,199人  |
| 若林五丁目 | 72事業所  | 500人    |
| 計         | 495事業所 | 4,337人  |

### 事業者数の変遷
経済センサスによる事業所数の推移。
| 年                 | 事業者数 |
| ------------------ | -------- |
| 2016年（平成28年） | 526      |
| 2021年（令和3年）  | 495      |

### 従業員数の変遷
経済センサスによる従業員数の推移。
| 年                 | 従業員数 |
| ------------------ | -------- |
| 2016年（平成28年） | 4,154    |
| 2021年（令和3年）  | 4,337    |

## 施設
- 若林公園
- 世田谷税務署
- 世田谷区立世田谷図書館
- 国士舘中学校・高等学校
- 世田谷区立世田谷中学校 - 旧：世田谷区立若林中学校。世田谷区立山崎中学校と統合して成立。
- ひだまり友遊会館（旧老人会館）
- 世田谷区立生涯大学 - 生涯学習施設。
- 警視庁少年センター（世田谷少年センター）
- 若林あんしんすこやかセンター
- 若林まちづくりセンター
- 若林区民会館
- 若林児童館
- 世田谷保育園
- 家庭幼稚園
- 世田谷若葉幼稚園

## 史跡
- 若林天満宮（北野神社）
- 若林稲荷神社（福寿稲荷。天祖神社合祀）
- 松陰神社
- 北原白秋旧居碑
- 左卜全旧居跡

## 出身・ゆかりのある人物
- 岡田啓介  (海軍大将、第31代総理大臣、晩年を若林で過ごした)
- 迫水久常（政治家、岡田啓介の娘婿）
- 向田邦子 (脚本家、作家)
- 加賀二郎（松竹常務、歌舞伎座専務）
- 海野十三（SF作家）
- ほしのあき (タレント)
- 井上裕介 (NON STYLE)

## その他

### 日本郵便
- 郵便番号 : 154-0023[2]（集配局 : 世田谷郵便局[14]）。